# Відар
Відар (давньосканд. Víðarr) — в скандинавській міфології бог помсти та мовчанки, син Одіна та велетки Ґрід.
В день Рагнарьоку, згідно з пророцтвом віщих норн - богинь долі - величезний вовк Фенрір уб'є Одіна, після чого буде вбитий Відаром. Давні люди вважали Відара втіленням незайманого лісу або невичерпних сил природи. Він позв'язував богів з лісом та природою. Цьому богові вдалося вижити під час Раґнарьоку, а потім керувати оновленим світом. Житло Відара розташовувалося в Ландвіді («далека земля»). Палац, прикрашений зеленими гілками та свіжими квітами, було розташовано в непрохідному лісі, де панували тиша та усамітнення, які він так любив. В давньоскандинавських легендах Відар зображається високим, добре складеним красенем, вдягненим у жовті лати, що носить на поясі меч з широким лезом та взутий в залізний або шкіряний чобіт. Чобіт повинен був захистити його від вовка Фенріра, який, вбивши Одіна, кинеться на нього з  широко розкритою пащею, намагаючись його проковтнути. Відар встигне засунути чобіт звірові між зуби, схопить його за верхню та нижню щелепи й розірве пащу вовка навпіл. Так як в міфах згадується лише один чобіт, деякі міфологи ототожнюють Відара зі струменем води, який підійметься аби загасити дике вогнище, символом якого і є жахливий вовк Фенрір. Відар був не лише втіленням невичерпних сил природи, але також символом її воскресіння та оновлення. Сенс вічного закону природи полягає в тому, що замість зів'ялих квітів та листя з'являться молоді паростки, набубнявіють бруньки, розпустяться нові листя та квіти.

## В сучасній культурі
Відар є одним з головних героїв роману Кім Вілкінз «Привид острова» (Kim Wilkins, Giants of the Frost, 2004).

## Галерея

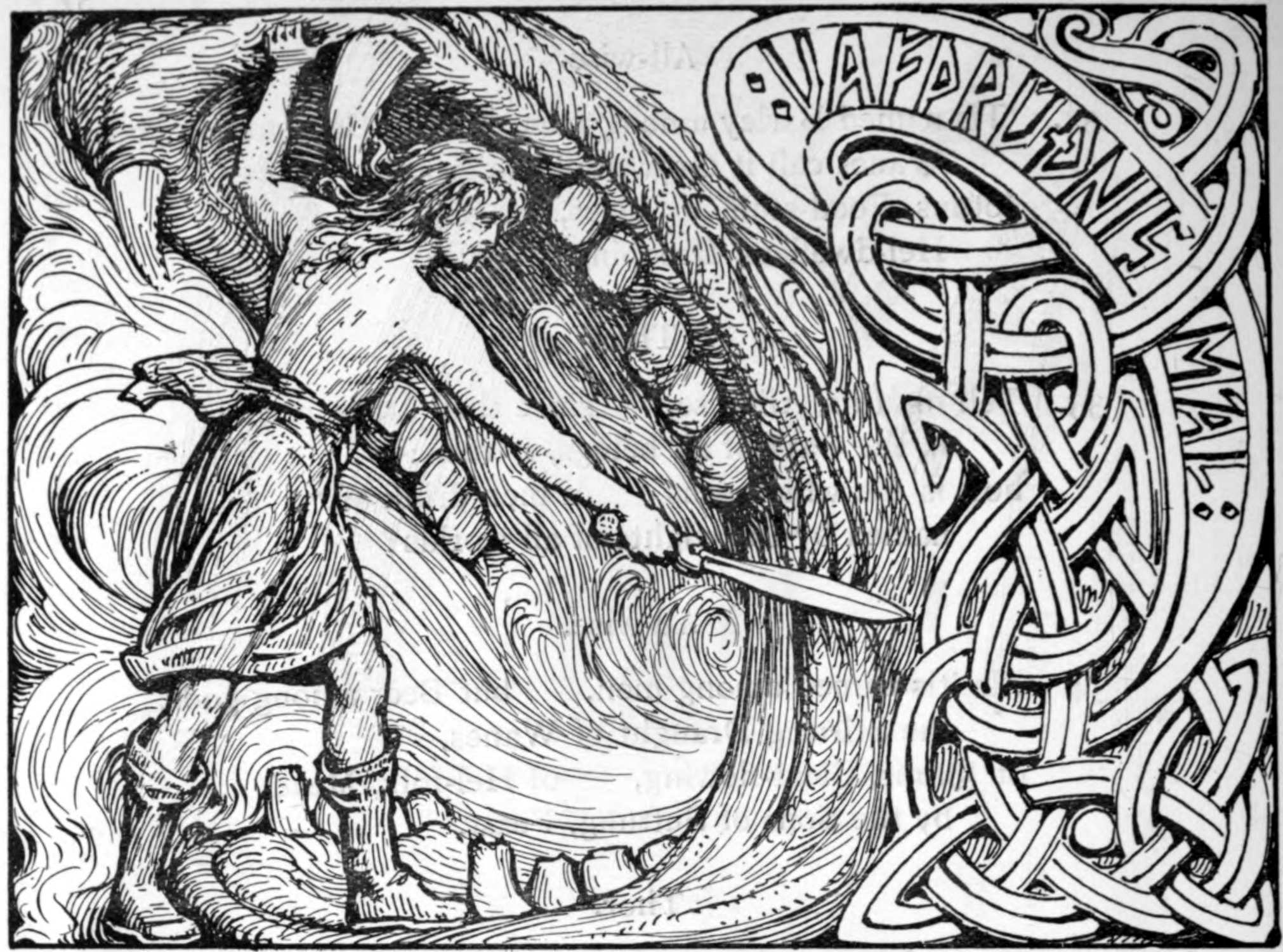
«Відар пронизує Фенріра, утримуючи його щелепи», W. G. Collingwood, 1908 рік.
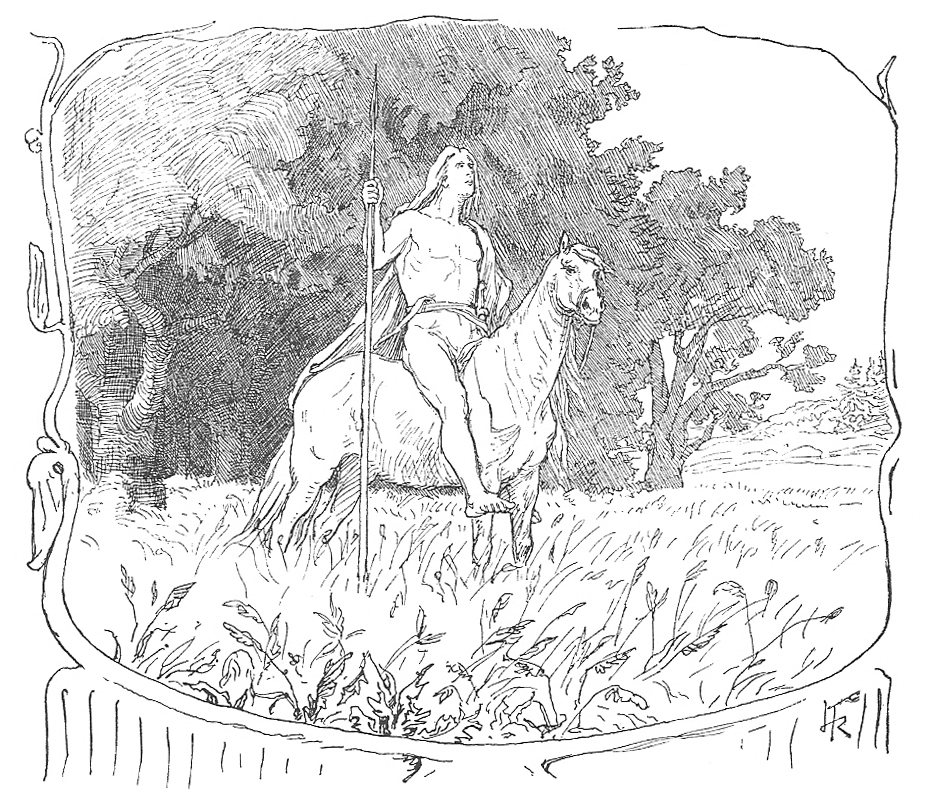
«Відар на коні», Lorenz Frølich, 1895 рік.
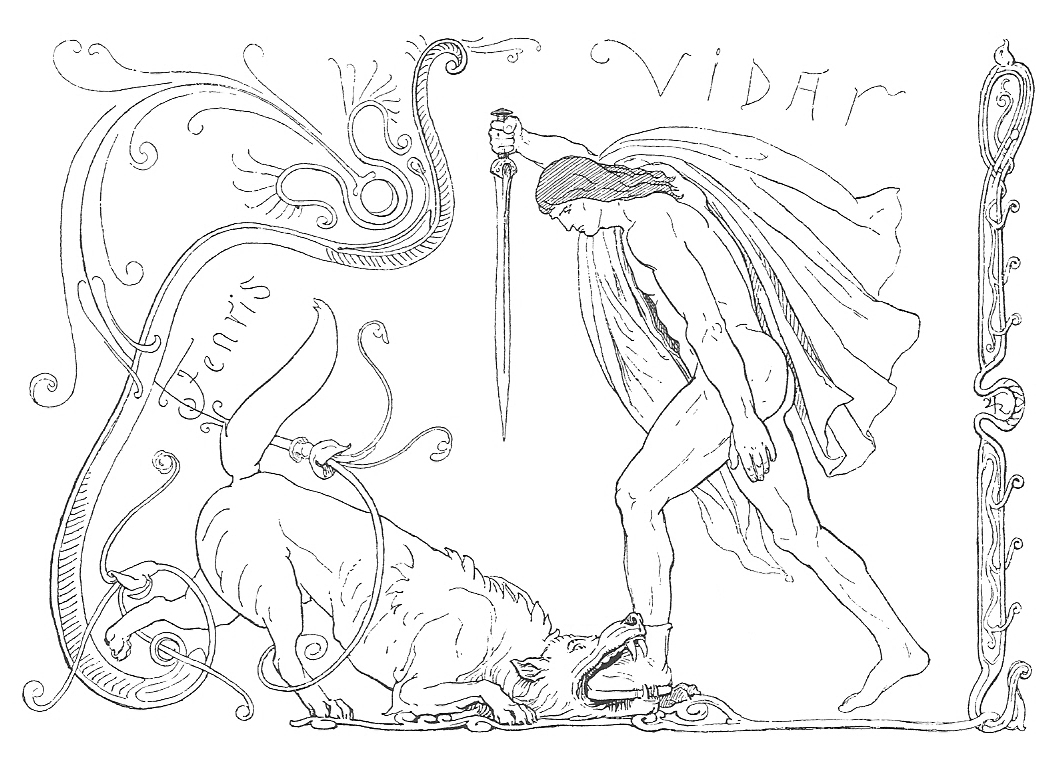
«Відар вражає Фенріра», Lorenz Frølich, 1895 рік.
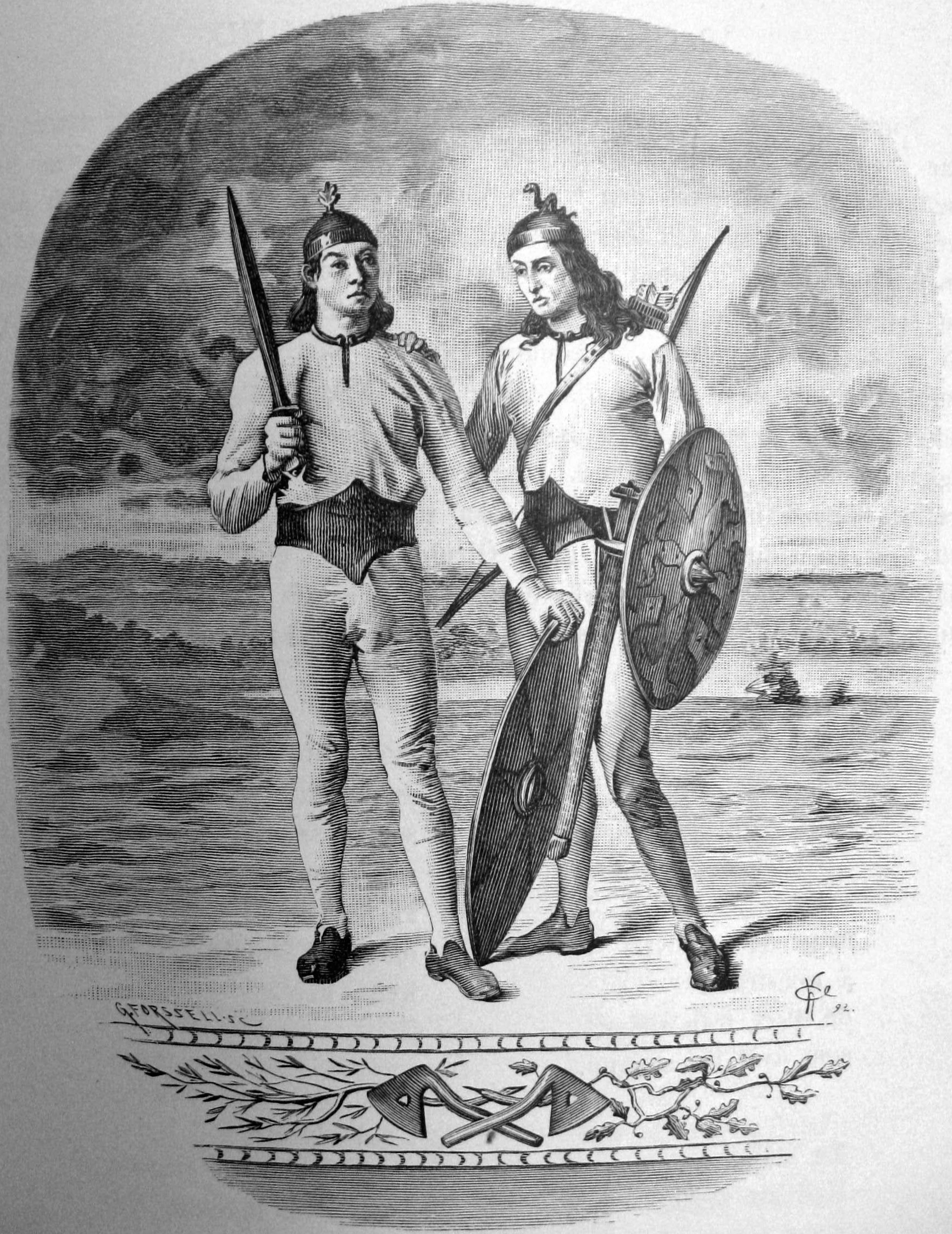
«Відар та Валі», Axel Kulle, 1892 рік.
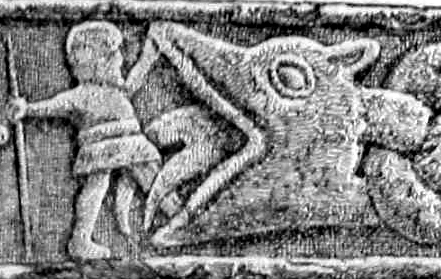
Деталь з Ґосфортського Хреста.

1. 1 2  Энциклопедический словарь / под ред. И. Е. Андреевский, К. К. Арсеньев, Ф. Ф. Петрушевский — СПб: Брокгауз — Ефрон.
2. ↑  Cassell's Dictionary of Norse Myth & Legend — 2002. — С. 23. — 494 с. — ISBN 0-304-36385-5